# Бамбуров, Виталий Григорьевич
Виталий Григорьевич Бамбуров (родился 3 августа 1933 г. в пос. Балканы Челябинской области) — российский учёный, член-корреспондент РАН, специалист в области синтеза и физико-химических свойств новых соединений и редкоземельных элементов в низшей степени окисления.

## Биография
После окончания школы в 1950 поступил на физико-технический факультет Уральского политехнического института им. С. М. Кирова, который окончил с отличием в 1956, получив квалификацию инженера-металлурга по специальности «Редкие металлы».
С 1959 по 1963 — аспирант Института химии Уральского филиала АН СССР. Кандидатская диссертация на тему «Исследование взаимодействий соединений титана и циркония с фтористыми солями щелочных металлов» была отмечена премией и дипломами ВХО им. Д. И. Менделеева.
С 1964 формируется основное научное направление В. Г. Бамбурова — синтез и физико-химические свойства новых соединений редкоземельных элементов в низшей степени окисления. Исследование термодинамических, спектральных, электрических и магнитных свойств, определение химических превращений в многокомпонентных оксидах, сульфидах и фторидах редкоземельных элементов, твёрдых растворах на их основе составили основу докторской диссертации В. Г. Бамбурова на тему «Химия соединений редкоземельных элементов в изменяющемся кристаллическом поле» (1979).
В 1998—2003 — директор Института химии твёрдого тела УрО РАН.
26 мая 2000 года избран членом-корреспондентом Российской академии наук по Отделению физикохимии и технологии неорганических материалов (химия твёрдого тела).

## Научная деятельность
В. Г. Бамбуровым и его учениками установлены новые данные по химии оксидных и фторидных соединений ряда 3d- и 4f- переходных элементов, созданы перспективные магнитные полупроводники, новые магниторезистивные оптически активные материалы, ферромагнитные и сверхпроводниковые датчики энергетических полей, изоляционные покрытия на электротехнических сталях (серебряная медаль ВДНХ СССР).

## Ученики
Подготовил 20 учеников — кандидатов и докторов наук.

## Награды
- орден Дружбы (2002) — за достигнутые успехи в области науки и образования, вклад в укрепление дружбы и научного сотрудничества между учёными разных стран;
- серебряная медаль ВДНХ СССР.
- Почётная грамота Президента Российской Федерации (5 февраля 2024 года) — за заслуги в развитии отечественной науки, многолетнюю плодотворную деятельность и в связи с 300-летием со дня основания Российской академии наук[3].

## Публикации
7 монографий, более 320 научных работ, 50 авторских свидетельств.